# Ectropothecium penangense
Ectropothecium penangense là một loài Rêu trong họ Hypnaceae. Loài này được M. Fleisch. mô tả khoa học đầu tiên năm 1923.